# David Gatebe
David Gatebe (né le 13 août 1981 dans le township de Maokeng, à Kroonstad en Afrique du Sud) est un athlète sud-africain qui a remporté en 2016 le Comrades Marathon, établissant en 5:18:19 un nouveau record du parcours,.

## Biographie
David Gatebe réside à Rustenburg.

## Palmarès
- Victoires :
  - 2013 : Two Oceans Marathon
  - 2016 : Comrades Marathon